# Carpatin
Carpatin (Prunus domestica 'Carpatin') je ovocný strom, kultivar druhu slivoň z čeledi růžovitých. Plody velké, s fialovou slupkou, ojíněné, aromatické, vhodné pro konzum i na zpracování. Zraje začátkem září.

## Původ
Byla vypěstována v Rumunsku, v roce 2004, zkřížením odrůd ' Tuleu Gras' a 'Rivers Timpuriu'. 

## Vlastnosti
Růst bujný, větve charakteru spurtypů. Plodnost vysoká a pravidelná. Cizosprašná odrůda, opylovači nejsou uvedeni. Zraje začátkem září. Vyžaduje teplé osluněné polohy, propustné živné půdy s dostatkem vlhkosti. Řez nutný.

## Plod
Plod podlouhlý, velký. Slupka modrá, ojíněná. Dužnina je zelenožlutá, chutná, obvykle jde dobře od pecky. 

## Choroby a škůdci
Tolerantnost k šarce není uváděna, trpí silně moniliózou.